# Bâtiment de l'école de musique de Mostar
Le bâtiment de l'école de musique est situé en Bosnie-Herzégovine, sur le territoire de la ville de Mostar. Construit pendant la période austro-hongroise, il est inscrit sur la liste provisoire des monuments nationaux de Bosnie-Herzégovine.